# Jacques Géraud
Pour les articles homonymes, voir Géraud.
Jacques Géraud, né le 5 juillet 1947 à Saint-Pardoux-Isaac (Lot-et-Garonne) est un écrivain français.

## Biographie
Normalien (Saint-Cloud) et agrégé de lettres modernes, il enseigne en lycée dans la banlieue parisienne jusqu'en 2007.
Il publie dans diverses revues (notamment Les Lettres françaises, Action poétique, Recueil), puis sur le Huffington Post et sur Vents Contraires (revue web du Théâtre du Rond-Point).

## Œuvres
- L'Empereur, P.O.L, 1985 (ISBN 2-86744-031-9).
- Jésus, P.O.L, 1986 (ISBN 2-86744-059-9).
- Birthday, P.O.L, 1989 (ISBN 2-86744-166-8).
- Proustites[1], P.O.L, 1991 (ISBN 2-86744-207-9).
- Petits proustillants[2], Presses universitaires de France, coll. « Perspectives Critiques », 2005 (ISBN 2-13-055385-0).
- Cher Auteur ... de mes jours infortunés - 24 personnages se rebiffent, Hugo & Cie / JBZ, 2011 (ISBN 9-782755-6068-81).
- Motodrome - Petit glossaire en haute définition lardé de citations & truffé d'historiettes, L'Arbre Vengeur, 2012 (ISBN 9-782916-1419-47).
- Proustissimots - 69 additifs à la Recherche du temps perdus[3], Champ Vallon, 2013 (ISBN 9-782876-739-192).
- Photoroman en 47 légendes[4]., Champ Vallon, 2015 (ISBN 9-791026-7000-43).
- Cher Monsieur Zavatta - 18 lettres d'écrivains à leurs pairs, leurs mères, leurs fournisseurs, Champ Vallon, 2016 (ISBN 9-791026-7010-88).
- Préface à D. A. F. de Sade, La Philosophie dans le boudoir, P.O.L, 1993 (ISBN 2-86744-340-7).
- Adaptation théâtrale de Proustites par le comédien et metteur en scène Xavier Brière. Paris 1995 - Avignon off 1996 - New York 1997 The French Institute / Alliance Française au Florence Gould Hall
- Tournée de conférences dans le cadre des Alliances françaises aux États-Unis et au Canada en 2009 : À la recherche d'À la recherche du temps perdu[5].